# Ginebra
Ginebra là một khu tự quản thuộc tỉnh Valle del Cauca, Colombia. Thủ phủ của khu tự quản Ginebra đóng tại Ginebra Khu tự quản Ginebra có diện tích 463 ki lô mét vuông. Đến thời điểm ngày 28 tháng 5 năm 2005, khu tự quản Ginebra có dân số 15795 người.